# Plutón (1934)
El Plutón fue un buque petrolero construido en 1932 según encargo de la compañía CAMPSA y adquirido por la Armada Española al finalizar su construcción.

## Construcción
Para poder abastecer a la ciudad de Sevilla de petróleo y productos derivados, la compañía CAMPSA precisaba un buque con un calado máximo de 5,80 metros y una eslora entre perpendiculares de unos 100 metros para no tener problemas de navegación por el Guadalquivir. El 13 de febrero de 1932 contrató con la Unión Naval de Levante la construcción de un pequeño buque tanque. La quilla fue puesta sobre la grada el 22 de febrero de 1932, y el buque fue botado el 28 de octubre del año siguiente con el nombre de Campillo, siendo terminado el 20 de junio de 1934. Su precio final fue de 8.837.219 pesetas. Inmediatamente fue adquirido por la Armada, gracias a un crédito extraordinario, la cual denominó Plutón al buque. Su adquisición se encontraba dentro del plan de construcciones navales impulsado por el ministro de Marina Rocha García que incluía la construcción de dos minadores (Júpiter y Vulcano), dos submarinos de la clase D (D-2 y D-3), un buque planero (Malaspina) y la compra del Plutón. 
Para substituirlo, Campsa encargó a la misma empresa otro buque exactamente igual el 4 de febrero de 1935, el cual fue botado el 12 de noviembre de 1936, pero que debido a la Guerra Civil no fue entregado hasta el 17 de enero de 1941.
Lo más destacable del Plutón fue el hecho de ser el primer buque que dispuso de motores diésel fabricados en España, construidos por la Maquinista Terrestre y Marítima de Barcelona bajo licencia de la empresa danesa Burmeister & Wain. 

## Vida operativa
Tras su alta en la Armada Española, conservando nombre de Campillo, y tras ser reacondicionado como petrolero de escuadra, fue enviado a Valencia en periodo de armamento en junio de 1936 hasta el 26 de septiembre. El 18 de julio de 1937, cuando estaba atracado en Barcelona, fue alcanzado por un disparo del crucero Canarias. A finales de la guerra civil, traslado refugiados desde Cartagena a Orán. Una vez que las tropas franquistas entraron en Cartagena, se encontraron al Campillo en muy malas condiciones en la bahía de Portmán. El 8 de mayo de 1940 fue renombrado Plutón.
En noviembre de 1961 participó en aguas de Cartagena en un ejercicio hispano-francés de adiestramiento de guerra antisubmarina, petróleo y trasbordo de pesos en el que participaron, además de varios destructores y submarinos franceses, los destructores Lepanto, Almirante Ferrándiz, Almirante Valdés, Alcalá Galiano y Jorge Juan, así como el submarino Almirante García de los Reyes
En octubre de 1969 participó en las maniobras hispano-francesas Faron IV en aguas cercanas a Barcelona, con la presencia del entonces príncipe Juan Carlos de Borbón y Borbón a bordo del Dédalo.
Fue dado de baja el 2 de mayo de 1970 y desguazado mediada la década.